# ITF Kairo
Das ITF Kairo (offiziell: Zed Open Women’s Tennis) ist ein Tennisturnier der ITF Women’s World Tennis Tour, das in Kairo, Ägypten, auf Hartplatz ausgetragen wird.

## Siegerliste

### Einzel
| Jahr                              | Siegerin           | Finalgegnerin           | Ergebnis      |
| --------------------------------- | ------------------ | ----------------------- | ------------- |
| ↓ Kategorie: $60.000 & $100.000 ↓ |                    |                         |               |
| 2020                              | Irina-Camelia Begu | Lessja Zurenko          | 6:4, 3:6, 6:2 |
| 2020                              | Marta Kostjuk      | Aliona Bolsova Zadoinov | 6:1, 6:0      |

### Doppel
| Jahr                              | Siegerinnen                       | Finalgegnerinnen                   | Ergebnis         |
| --------------------------------- | --------------------------------- | ---------------------------------- | ---------------- |
| ↓ Kategorie: $60.000 & $100.000 ↓ |                                   |                                    |                  |
| 2020                              | Aleksandra Krunić Katarzyna Piter | Arantxa Rus Mayar Sherif           | 6:4, 6:2         |
| 2020                              | Marta Kostjuk Kamilla Rachimowa   | Paula Kania Anastassija Schoschyna | 6:3, 2:6, [10:6] |